# Мелекеок
Мелекеок (палау Melekeok) — штат в Республике Палау. Расположен на острове Бабелтуап.
В штате Мелекеок находится крупнейшее в Микронезии пресноводное озеро Нгардок с небольшой популяцией гребнистых крокодилов. У побережья штата обитают редкие виды акул, взятые правительством под охрану. Нетронутая дикая природа и песчаные пляжи являются хорошим стимулом для развития туризма.
Население штата по данным последней переписи (2005) составляло 391 человек. Из них в деревне Мелекеок проживало 271 человек. В штате также находятся деревни Ертонг, Нгебурх, Нгеремехелух, Нгермелех, Нгерубесанг, Нгерулинг. Жители занимаются сельским хозяйством, рыбной ловлей, туристическим бизнесом.
В 2006 году в посёлок Нгерулмуд, построенный в этом же штате в 2 км от деревни Мелекеок, была перенесена столица страны.
Губернатор штата Лазарус Кодеп имеет резиденцию в деревне Мелекеок.